# پوئنت-کلر
پوئنت-کلر (به فرانسوی: Pointe-Claire) شهرکی در  ناحیه مونترئال در استان کبک کانادا است. در سرشماری سال ۲۰۱۱ این شهرک ۳۰٬۶۲۴ نفر جمعیت داشته‌است و مساحت آن ۱۹٫۱۶ کیلومتر مربع است.